# Её Величество Королева

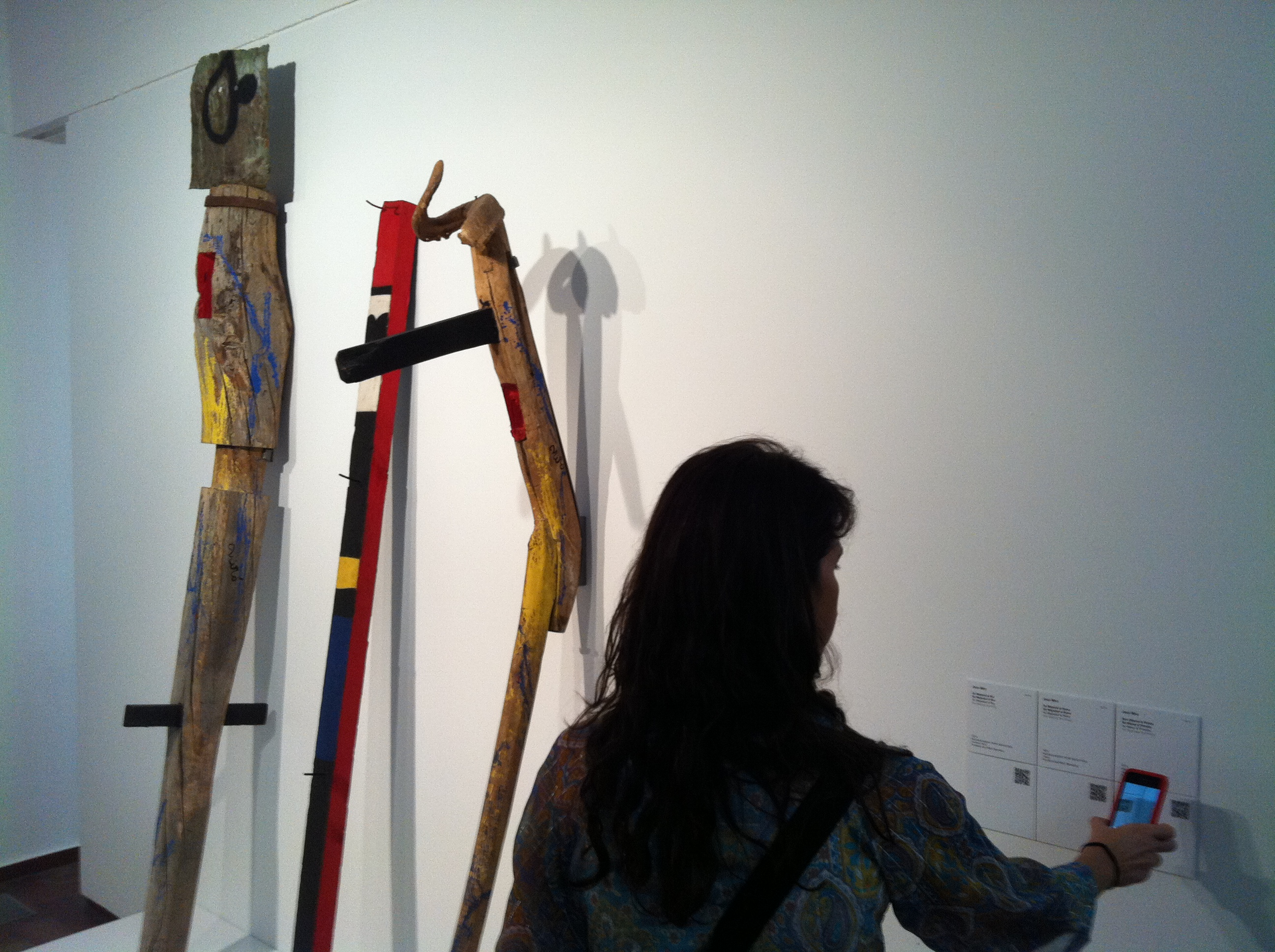
На выставке

Её Величество Королева (англ. Her Majesty the Queen) — скульптура Жоана Миро, сделанная в 1974 году и являющаяся частью постоянной экспозиции Фонда Жоана Миро в Барселоне.

## Контекст
Её Величество Королева, вместе с Его Высочеством принцем и Его Величеством Королём составляют серию скульптур, сделанных в 1974 году, когда Жоан Миро переживал момент всемирного признания. В тот год ретроспектива его работ была показана в Большом дворце Парижа и Музее современного искусства Парижа, но эти три работы выставлялись впервые.
Двумя годами ранее проходили выставки Magnetic Fields в Музее Соломона Гуггенхайма и Miro bronzes в галерее Хейвард в Лондоне. Это был год создания будущего Фонда Жоана Миро в Барселоне, открытого для публики 10 июня 1975 года. Ситуация всемирного признания сочеталась с тяжёлой ситуацией в Испании, переживавшей последние годы диктатуры. В феврале того же года Миро написал триптих «Надежда осуждённого», озабоченный казнью Сальвадора Пуча Антика на гарроте 2 марта 1974 года. Миро создавал свои работы, критикуя авторитаризм, противопоставляя напыщенности фигур простоту используемых материалов.
В 1979, после смерти Франко, Миро говорил о гражданской ответственности художника во время ответной речи за получение Почётной степени Университета Барселоны:
По моему пониманию, артист - это тот, кто во время молчания других использует свой голос, и это не что-то бесполезное, это польза, служение людям.Оригинальный текст (англ.)I understand that an artist is someone who, among the silence of others, uses his voice to say something, and it is required that this thing is not something useless but useful to service people.
Жоан Миро, 2 октября 1979 года

## Описание
Её Величество Королева - прямоугольный столб размерами 	210 x 9,3 x 12,5 сантиметров, покрытый красной, синей, чёрной, белой и жёлтой краской.